# Eleições parlamentares europeias de 2009 (França)
As eleições parlamentares europeias de 2009 na França foram realizadas em 6 de junho nas depedências do país e no dia 7 no território francês e serviram para eleger os 72 deputados nacionais para o Parlamento Europeu.

## Resultados Nacionais
| Partido                 | Partido                        | Votos      | %               | +/-   | Deputados | +/-     |
| ----------------------- | ------------------------------ | ---------- | --------------- | ----- | --------- | ------- |
|                         | União por um Movimento Popular | 4 799 908  | 27,88 / 100,00  | 11,24 | 29 / 72   | 12      |
|                         | Partido Socialista             | 2 838 160  | 16,48 / 100,00  | 12,42 | 14 / 72   | 17      |
|                         | Europa Ecologia - Os Verdes    | 2 803 759  | 16,28 / 100,00  | 8,87  | 14 / 72   | 8       |
|                         | Movimento Democrático          | 1 455 841  | 8,46 / 100,00   | 3,50  | 6 / 72    | 5       |
|                         | Frente de Esquerda             | 1 115 021  | 6,48 / 100,00   | 0,60  | 5 / 72    | 2       |
|                         | Frente Nacional                | 1 091 691  | 6,34 / 100,00   | 3,47  | 3 / 72    | 4       |
|                         | Novo Partido Anticapitalista   | 840 833    | 4,88 / 100,00   | Novo  | 0 / 72    | Novo    |
|                         | MPF - CPNT                     | 826 357    | 4,80 / 100,00   | 3,60  | 1 / 72    | 2       |
|                         | Aliança Ecológica Independente | 625 375    | 3,63 / 100,00   | 1,72  | 0 / 72    | Estável |
|                         | Levantar a República           | 304 585    | 1,77 / 100,00   | Novo  | 0 / 72    | Novo    |
|                         | Luta Operária                  | 205 975    | 1,20 / 100,00   | -     | 0 / 72    | -       |
|                         | Outros                         | 311 109    | 2,00 / 100,00   |       | 0 / 72    |         |
| Votos inválidos         | Votos inválidos                | 773 547    | 4,30 / 100,00   | 1,00  |           |         |
| Total                   | Total                          | 17 992 161 | 100,00 / 100,00 |       | 72 / 72   | 6       |
| Eleitorado/Participação | Eleitorado/Participação        | 44 282 823 | 40,63 / 100,00  | 2,13  |           |         |
| Fonte                   | Fonte                          | [ 1 ]      | [ 1 ]           | [ 1 ] | [ 1 ]     | [ 1 ]   |